# معركة تل حاي
معركة تل حاي، خيضت في مارس 1920 خلال الحرب السورية الفرنسية بين غير نظاميين عرب تحت راية المملكة العربية السورية وقوة شبه عسكرية دفاعية يهودية، تحمي قرية تل حاي في الجليل الشمالي. أثناء هذا الحدث، هاجمت ميليشيا شيعية عربية، مصحوبة بالبدو من قرية مجاورة، محلة تل حاي الزراعية اليهودية. وفي أعقاب المعركة قتل ثمانية يهود وخمسة عرب. وقد أطلق النار على جوزيف ترومبلدور، قائد المدافعين اليهود عن تل حاي، في يده ومعدته، وتوفي بينما كان يجري إجلاؤهم إلى كفار جلعادي في ذلك المساء. في نهاية المطاف هجر السكان اليهود تل حاي وأُحرقت على أيدي الميليشيا العربية.
ويعتبر بعض الباحثين الحدث كأول اندلاع كبير للعنف، مما أدى في النهاية إلى الصراع العربي الإسرائيلي بعد ثلاثة عقود.

## خلفية
كانت تل حاي مأهولة بالسكان بشكل متقطع منذ عام 1905 واستوطنت بشكل دائم كمخفر حدودي في عام 1918، بعد هزيمة الدولة العثمانية في الحرب العالمية الأولى.
خضعت المنطقة بعد ذلك لتعديلات حدودية متقطعة بين البريطانيين والفرنسيين. وجرت الحرب السورية الفرنسية في أوائل عام 1920 بين القوميين العرب السوريين، في ظل الملك الهاشمي، وفرنسا. عصابات الفلاحين العشائريين الحدوديين، بجمعها للسياسة واللصوصية، كانت نشطة في منطقة الحدود الفضفاضة بين ما سيؤسس لاحقاً فلسطين الانتدابية والانتداب الفرنسي على لبنان وسوريا.
خدم جوزيف ترومبلدور كضابط في الجيش الروسي خلال الحرب الروسية اليابانية لعام 1905، حيث كان من بين اليهود الروس القلائل الذين حصلوا على تفويض في ظل القيصر. كما أنه قد قاد وحدة مساعدة يهودية للقتال جنباً إلى جنب مع الجيش البريطاني خلال حملة غاليبولي في الحرب العالمية الأولى. على هذا النحو، كان رجل عسكري من ذوي الخبرة الجيدة، حيث مكن الحركة الصهيونية من إرساله لقيادة المخفر المهدد.

## تاريخ
في بداية الحرب السورية الفرنسية، كان الجليل الأعلى تسكنه عدة قبائل عربية بدوية شبه رحل، كانت أكبرها تقيم في الخالصة، وأربع مستوطنات يهودية صغيرة، بما في ذلك ميتولا وكفار جلعادي وتل حاي والحمراء. بينما تحالفت القرى العربية والبدو مع المملكة العربية السورية، اختار السكان اليهود البقاء على حياد خلال النزاع العربي مع الفرنسيين.
في وقت مبكر من الحرب، قتل أحد سكان كفار جلعادي على يد بدوي مسلح، مما أسهم إلى حد كبير في زيادة التوتر في المنطقة. تم نهب القرى اليهودية بانتظام من قبل البدو الموالين للسوريين بحجة البحث عن «جواسيس وجنود فرنسيين». وفي إحدى الحوادث، تم تجريد ترومبلدور ويهود آخرين من ملابسهم كإهانة لهم أمام الجمهور من قبل ميليشيا عربية بدوية.

## كتابات أخرى
- Zerubavel, Yael (1991). The Politics of Interpretation: Tel Hai in Israeli Collective Memory, AJS (Association for Jewish Studies) Review 16 (1991): 133-160.